# 勒丘鄉
46°41′N 24°24′E / 46.683°N 24.400°E
勒丘鄉（羅馬尼亞語：Comuna Râciu, Mureș），是羅馬尼亞的鄉份，位於該國中部，由穆列什縣負責管轄，面積74平方公里，海拔高度381米，2007年人口3,647，人口密度每平方公里49人。